# Isoz Kálmán
Isoz Kálmán (D’Isoz, Budapest, 1878. december 7. – Rákosliget, 1956. június 6.) zenetörténész.

## Életútja
Kereskedelmi iskolában tanult, 1895-ben érettségizett. 1908-tól filozófiát tanult a budapesti egyetemen, ezt az első világháború miatt kénytelen volt félbeszakítani. Bölcsészdoktori diplomáját végül a Pázmány Péter Tudományegyetemen szerezte meg. Zenei tanulmányokat Aggházy Károlynál végzett. 1924-ben kinevezték a Magyar Nemzeti Múzeum főtitkárává, 1934-ben indította útjára Bartha Dénessel közösen a Musica Hungarica című sorozatot. Az Országos Széchényi Könyvtár főkönyvtárosa lett, 1929-től pedig vezette a saját maga által megalapított zenei gyűjteményt. Zenetörténetet tanított a Zeneakadémián, 1934 és 1943 között pedig az intézmény főtitkára volt. Tudományos munkáinak témája a magyar zenés színjátszás, egyúttal kutatta a hozzá kapcsolódó személyeket is (Erkel Ferenc, Doppler Ferenc, Egressy Béni, Szerelemhegyi András, Mosonyi Mihály stb.). Cikkeit a zenészeti lapok közölték, főként a magyar zenei intézménytörténetről írt és számos tanulmánya is jelent meg.

## Jelentősebb munkái
- A filharmóniai társaság múltja és jelene, 1853–1903 (Bp., 1903);
- Liszt Ferenc (1911);
- Zenei levelek, a Magyar Nemzeti Múzeum Könyvtára zenei kéziratainak jegyzéke (3. füzet Bp., 1921–24);
- Buda és Pest zenei művelődése (I, Bp., 1926);
- A rendszeres zeneoktatás meg-megindulása Budapesten (Historia, 1932);
- A Pest-budai Hangászegyesület és nyilvános hangversenyei (Tanulmányok Budapest múltjából, III. 1934);
- Liszt Ferenc írásai tükrében (1938).